# Mistrovství světa v basketbalu hráčů do 19 let
Mistrovství světa v basketbalu hráčů do 19 let je soutěž juniorských reprezentačních mužstev do 19 let členských zemí FIBA. Od roku 2007 se turnaj pořádá každé dva roky.

## Přehled pořadatelských zemí a medailistů
| Rok  | Pořádající země | Zlato      | Stříbro    | Bronz      | Účast ČSSR / Česko |
| ---- | --------------- | ---------- | ---------- | ---------- | ------------------ |
| 1979 | Brazílie        | USA        | Brazílie   | Argentina  | Bez české účasti   |
| 1983 | Španělsko       | USA        | SSSR       | Brazílie   | Bez české účasti   |
| 1987 | Itálie          | Jugoslávie | USA        | Itálie     | Bez české účasti   |
| 1991 | Kanada          | USA        | Itálie     | Argentina  | Bez české účasti   |
| 1995 | Řecko           | Řecko      | Austrálie  | Španělsko  | Bez české účasti   |
| 1999 | Portugalsko     | Španělsko  | USA        | Chorvatsko | Bez české účasti   |
| 2003 | Řecko           | Austrálie  | Litva      | Řecko      | Bez české účasti   |
| 2007 | Srbsko          | Srbsko     | USA        | Francie    | Bez české účasti   |
| 2009 | Nový Zéland     | USA        | Řecko      | Chorvatsko | Bez české účasti   |
| 2011 | Lotyšsko        | Litva      | Srbsko     | Rusko      | Bez české účasti   |
| 2013 | Česko           | USA        | Srbsko     | Litva      | 14. místo          |
| 2015 | Řecko           | USA        | Chorvatsko | Turecko    | Bez české účasti   |
| 2017 | Egypt           | Kanada     | Itálie     | USA        | Bez české účasti   |
| 2019 | Řecko           | USA        | Mali       | Francie    | Bez české účasti   |
| 2021 | Lotyšsko        | USA        | Francie    | Kanada     | Bez české účasti   |
| 2023 | Maďarsko        | Španělsko  | Francie    | Turecko    | Bez české účasti   |
| 2025 | Švýcarsko       |            |            |            |                    |

## Historické pořadí podle medailí
|         | Země                 | Zlato | Stříbro | Bronz | Celkem |
| 1.      | USA                  | 8     | 3       | 1     | 12     |
| 2.      | Jugoslávie / Srbsko* | 2     | 2       | 0     | 4      |
|         | z toho Jugoslávie    | 1     | 0       | 0     | 1      |
|         | z toho Srbsko        | 1     | 2       | 0     | 3      |
| 3.      | Španělsko            | 2     | 0       | 1     | 3      |
| 4.–5.   | Řecko                | 1     | 1       | 1     | 3      |
| 4.–5.   | Litva                | 1     | 1       | 1     | 3      |
| 6.      | Austrálie            | 1     | 1       | 0     | 2      |
| 7.      | Kanada               | 1     | 0       | 1     | 2      |
| 8.      | Francie              | 0     | 2       | 2     | 4      |
| 9.      | Itálie               | 0     | 2       | 1     | 3      |
| 10.     | Chorvatsko           | 0     | 1       | 2     | 3      |
| 11.–12. | Brazílie             | 0     | 1       | 1     | 2      |
| 11.–12. | SSSR/ Rusko**        | 0     | 1       | 1     | 2      |
|         | z toho SSSR          | 0     | 1       | 0     | 1      |
|         | z toho Rusko         | 0     | 0       | 1     | 1      |
| 13.     | Mali                 | 0     | 1       | 0     | 1      |
| 14.–15. | Argentina            | 0     | 0       | 2     | 2      |
| 14.–15. | Turecko              | 0     | 0       | 2     | 2      |

* Srbsko je nástupcem Jugoslávie
** Rusko je nástupcem SSSR